# Frontière entre la France et les Îles Salomon
La frontière entre la France et les Îles Salomon est intégralement maritime, dans l'océan Pacifique, et sépare les Îles Salomon de la Nouvelle-Calédonie.
Un traité défini la limite par 4 points :
- Point 23 : 15° 44' 07" 158° 45' 39"
- Point 24 : 16° 07' 37" 160° 14' 54"
- Point 25 : 15° 12' 17" 162° 19' 26"
- Point 26 (a) : 14° 50' 03" 163° 10’